# Cascadia (phong trào độc lập)
Cascadia là một quốc gia sinh học và khu vực tự trị hoặc khu tự trị được đề xuất nằm trong khu vực phía tây của Bắc Mỹ. Các ranh giới tiềm năng khác nhau, với một số được vẽ dọc theo đường chính trị và tỉnh bang hiện có, và một số khác được vẽ dọc theo các ranh giới sinh thái, văn hóa, chính trị và kinh tế lớn hơn. Các ranh giới thường được sử dụng bởi các tổ chức Cascadian như CascadiaNow là những người được xác định bởi Cascadia Bioregion.
Các quốc gia hoặc khu vực đề xuất phần lón sẽ bao gồm các tỉnh của Canada của British Columbia và Hoa Mỹ của Washington và Oregon. Bao gồm tất cả các bộ phận của bioregion, Cascadia sẽ kéo dài từ bờ biển Alaska ở phía bắc vào miền bắc California ở phía nam, và nội địa để bao gồm các bộ phận của Idaho, Montana, Nevada, Utah, Wyoming và Yukon. Những người ủng hộ bảo thủ hơn đề xuất các biên giới bao gồm vùng đất phía tây của đỉnh Cascade Range và phía tây của British Columbia.
Chỉ được đo bằng sự kết hợp của thống kê hiện tại của Washington, Oregon và British Columbia, Cascadia sẽ là nơi sinh sống của hơn 16 triệu người <16.029.520> và sẽ có một nền kinh tế tạo ra hơn 675 tỷ đô la hàng hóa và dịch vụ hằng năm. Con số này sẽ tăng lên nếu các phần của Bắc Caolarolina, Idaho và Nam Alaska cũng được bao gồm, Theo diện tích đất, Cascadia sẽ là quốc gia lớn thứ 20 trên thế giới, với diện tích 534.572 dặm vuông <1.384.588 km2>, đặt phía sau Mông Cổ. Dân số của nó sẽ có kích thước tương đương với dân số của Ecuador, Guatemala hoặc Zambia.